# Octarthria minor
Octarthria minor är en tvåvingeart som först beskrevs av Fuller 1934.  Octarthria minor ingår i släktet Octarthria och familjen vapenflugor. Inga underarter finns listade i Catalogue of Life.